# Lamborghini Sián
O Lamborghini Sián FKP 37 é um carro esportivo híbrido de motor central produzido pela fabricante italiana Automobili Lamborghini. Foi apresentado em 3 de setembro de 2019 e é o primeiro veículo híbrido produzido pela marca.

## Etimologia
O nome Sián vem do dialeto bolonhês, dando o significado de "relâmpago". O nome foi escolhido a fim de destacar o fato de ser o primeiro veículo eletrificado a ser produzido pela empresa. FKP 37 são as iniciais do falecido presidente do Grupo Volkswagen, Ferdinand Piëch.

## Especificações e desempenho

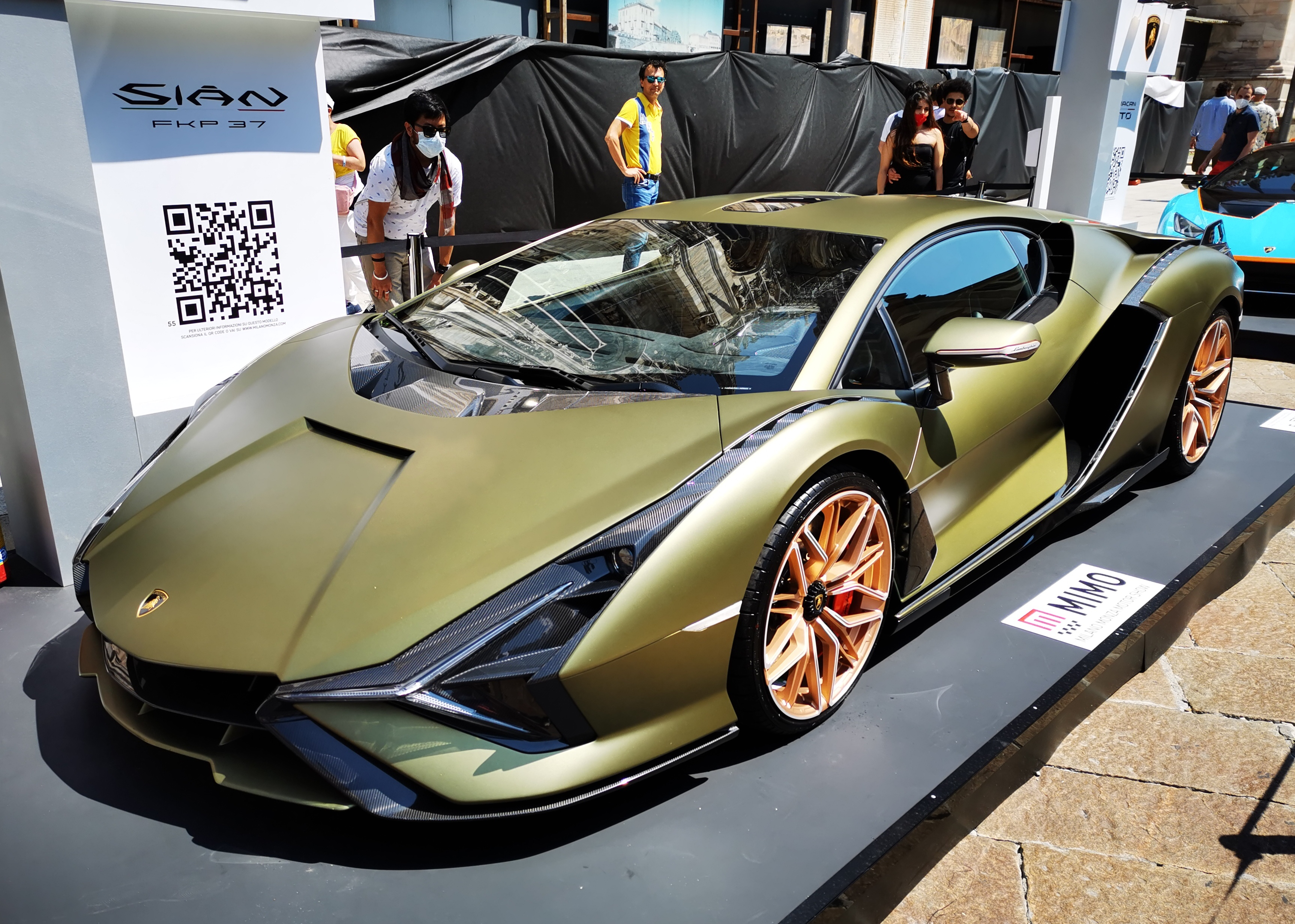
Lamborghini Sián FKP 37

Baseado na Lamborghini Aventador, o Sián compartilha seu motor com a variante SVJ da Aventador, porém um motor elétrico integrado na caixa de câmbio foi adicionada, adicionando 34 cavalos de potência. Outras modificações no motor incluem a adição de válvulas de admissão de titânio, uma ECU reconfigurada e um novo sistema de escapamento, aumentando a potência de saída para 774 cavalos. A potência total de saída é de 807 cavalos, tornando o Sián a Lamborghini de produção mais potente. O motor é conectado a uma transmissão manual automatizada de 7 velocidades e emprega um sistema de tração nas quatro rodas controlado eletronicamente.
A energia para o motor elétrico é armazenada em uma unidade de supercapacitor em vez de baterias convencionais de ião-lítio. A unidade de supercapacitor é integrada ao motor elétrico na caixa de engrenagens para uma melhor distribuição do peso, e foram escolhidas devido à sua capacidade de fornecer três vezes a potência de uma bateria de ião-lítio convencional de mesmo peso. O motor elétrico neutraliza o efeito da desaceleração e fornece um aumento de potência para o motorista em velocidades de até 130 km/h.
As melhorias feitas no carro o aceleram de 0 a 100 km/h em apenas 2,8 segundos e atinge uma velocidade máxima limitada eletronicamente de 350 km/h, mas sua velocidade máxima oficial ainda deve ser confirmada.

## Produção
A produção do Sián será limitada a 63 unidades e todas já foram vendidas. O serviço de personalização Ad Personam da Lamborghini será responsável pela sua fabricação. O carro foi oficialmente apresentado ao público no Salão do Automóvel de Frankfurt de 2019, na cor Verde Gea. Também foi nomeado como Sián FKP 37 em homenagem ao falecido presidente do Grupo Volkswagen, Ferdinand Piëch. "FKP" são as iniciais de seu nome e "37" são os dois últimos números de seu ano de nascimento.

## Sián FKP 37 Roadster
Em julho de 2020, a Lamborghini revelou a versão Roadster do Sián. O carro foi lançado em uma nova cor chamada Uranus Blue e está limitada a 19 unidades, todas já vendidas. Mecanicamente, o Roadster é semelhante ao cupê, mantendo o mesmo motor e o sistema híbrido supercapacitor. Na parte traseira, o carro possui saídas de ar feitas em fibra de carbono nas quais os compradores podem adicionar suas iniciais, tornando cada carro único.